# Betoncourt-lès-Brotte
Betoncourt-lès-Brotte is een gemeente in het Franse departement Haute-Saône (regio Bourgogne-Franche-Comté) en telt 110 inwoners (2011). De plaats maakt deel uit van het arrondissement Lure.

## Geografie
De oppervlakte van Betoncourt-lès-Brotte bedraagt 3,0 km², de bevolkingsdichtheid is dus 36,7 inwoners per km².
De onderstaande kaart toont de ligging van Betoncourt-lès-Brotte met de belangrijkste infrastructuur en aangrenzende gemeenten.

## Demografie
Onderstaande figuur toont het verloop van het inwonertal (bron: INSEE-tellingen).